# سوق سيدي البحري

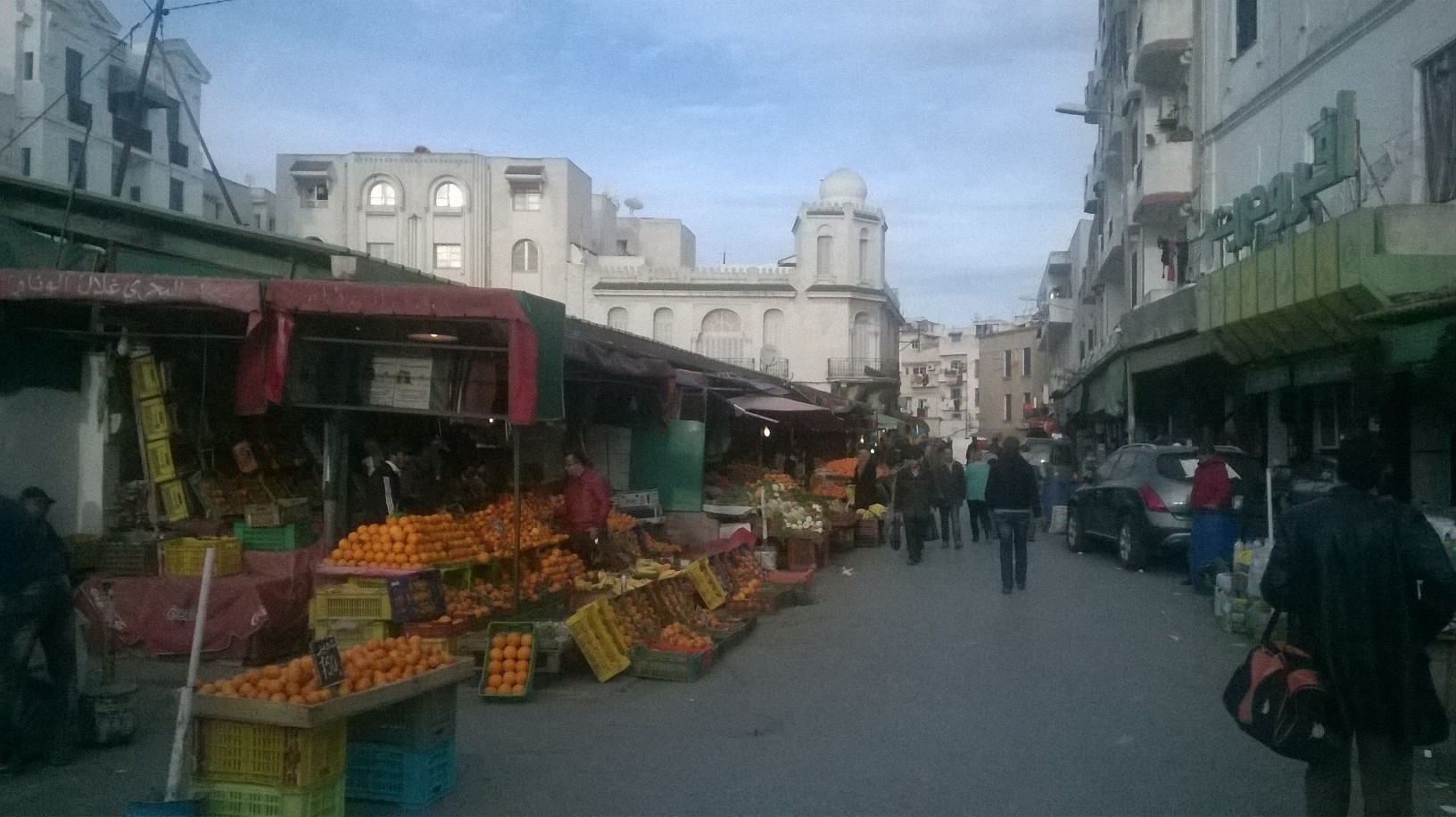
منظر لسوق سيدي البحري

سوق سيدي البحري هو أحد أسواق تونس. منتجاته متنوعة ومخصصة للاستخدام اليومي.

## الموقع

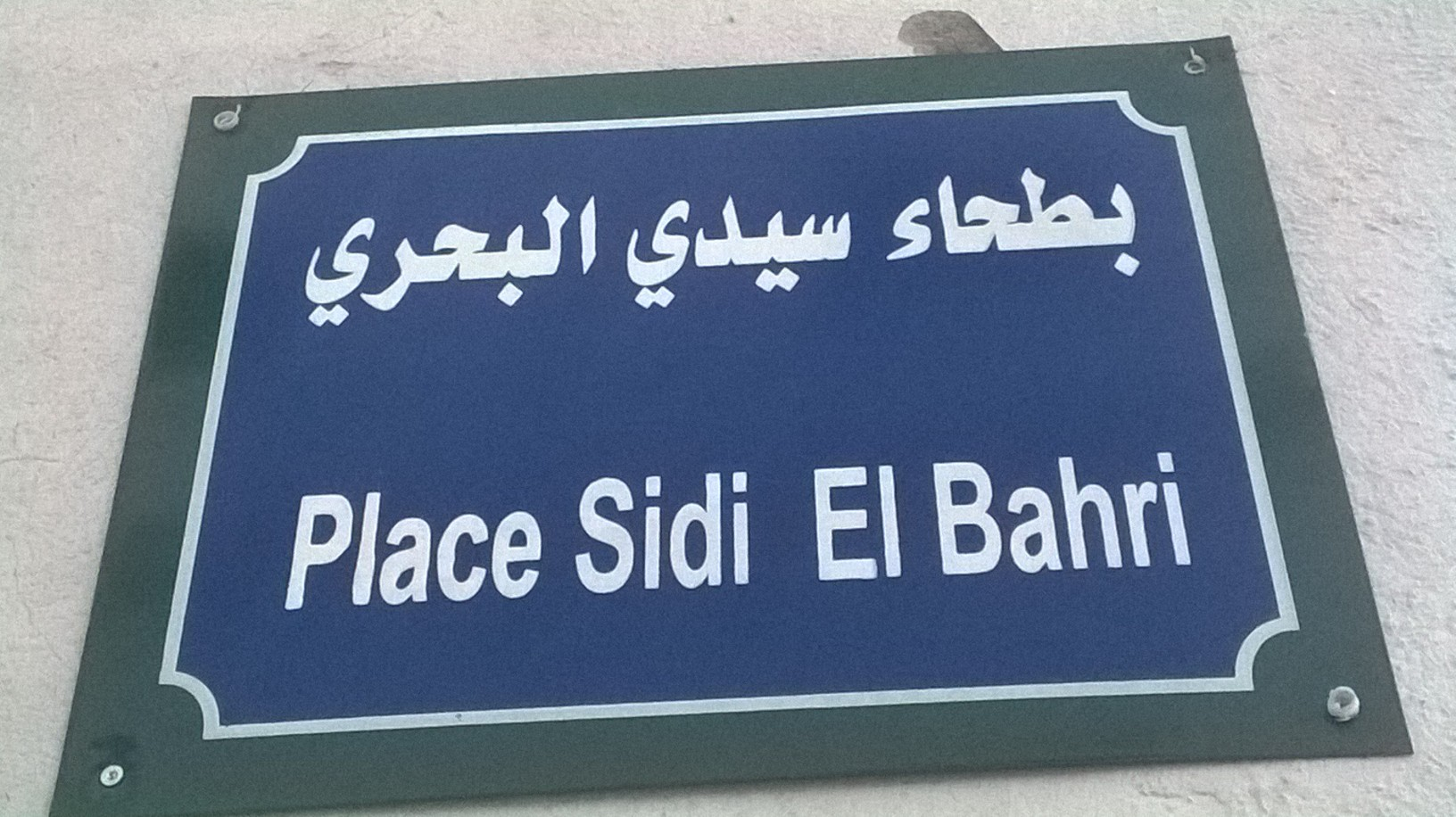
لوحة معدنية تشير إلى بطحاء سيدي البحري

يقع بالقرب من باب الخضراء، أحد بوابات المدينة العتيقة، على مستوى الضاحية الشمالية، ويمكن الوصول إليه من ساحة علي بلهوان عن طريق شارع لبنان.
ينبع من بطحاء سيدي البحري ويمتد على طول شارع بلحسن جراد.

## التاريخ
يعود تاريخه إلى زمن الحماية الفرنسية، وأعيد تنظيمه عام 2002 بأمر من رئيس بلدية تونس. التصميم الجديد للسوق ينص على 151 كشك بما في ذلك 121 للفاكهة والخضار، واثني عشر لباعة السمك وعشرة لبيع الدواجن اللحوم.

## الآثار
توجد كنيسة القلب المقدس بتونس التي يعود تاريخها إلى زمن الحماية الفرنسية والتي تحولت لاحقًا إلى مركز شرطة، بالإضافة إلى حمام قديم يُدعى الصيودة (الأسود).

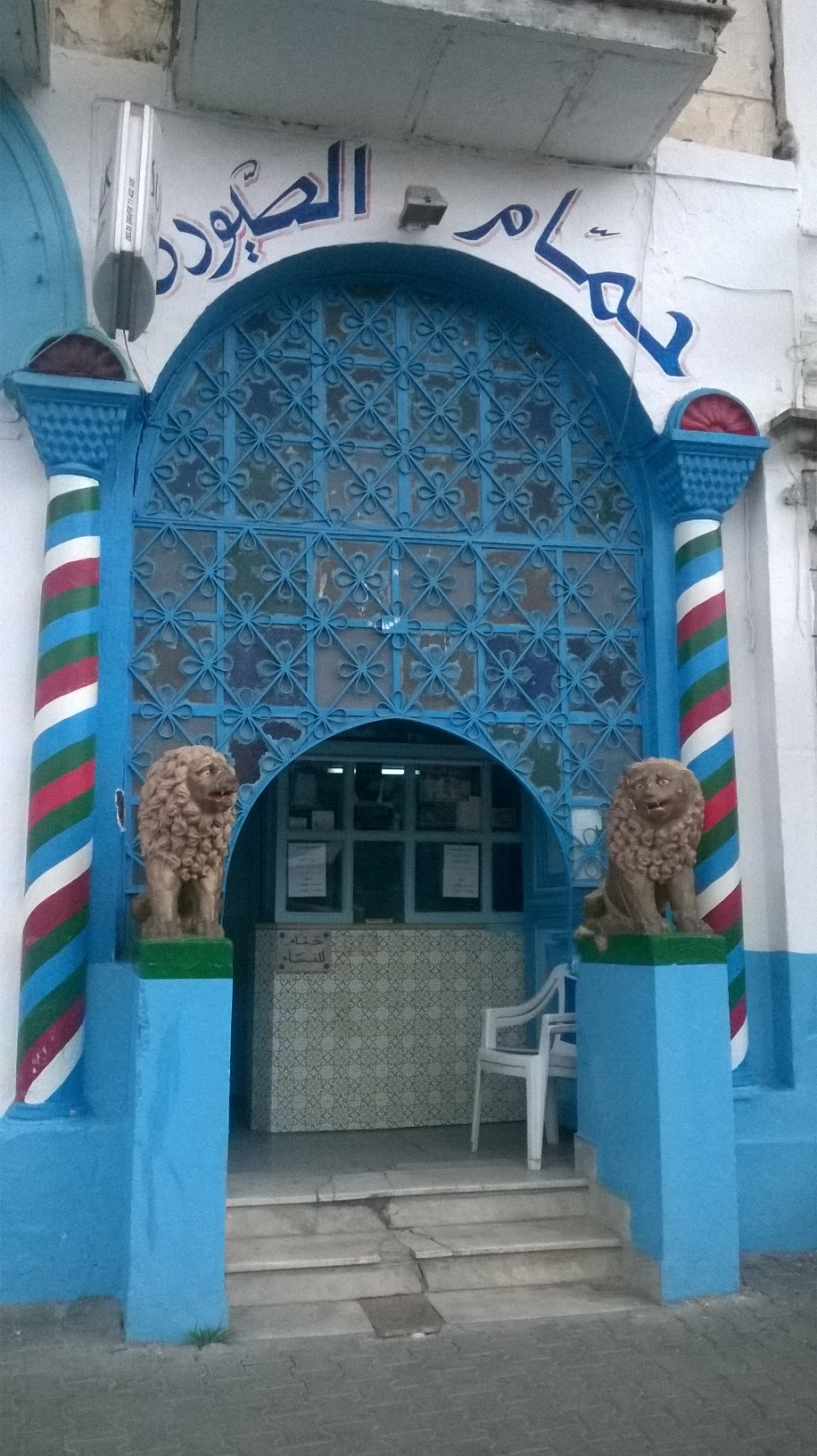
مدخل حمام الصيودة
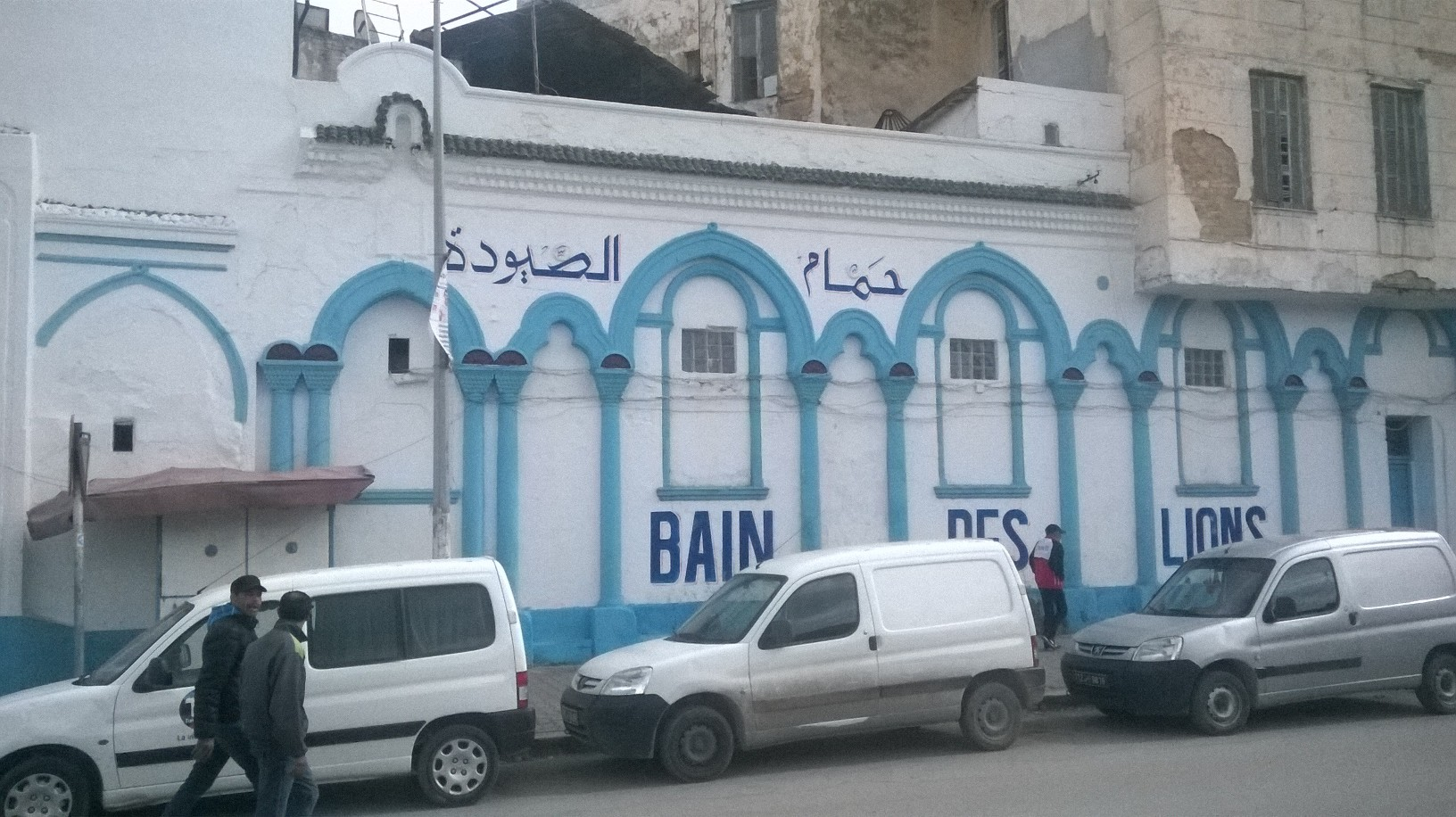
سور حمام الصيودة
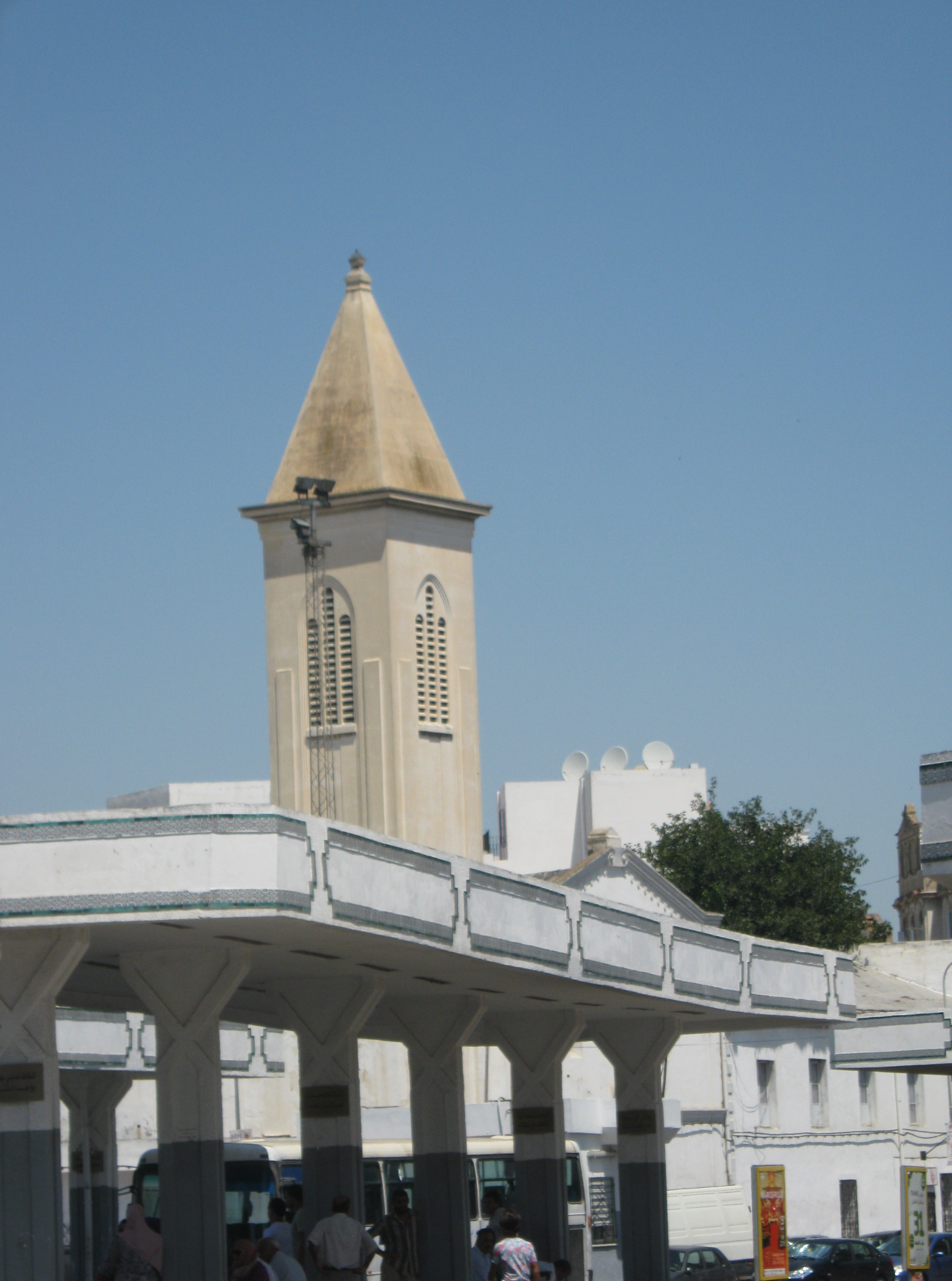
برج جرس كنيسة القلب المقدس بباب الخضرة